# Каноника д'Ада
Каноника д'Ада (итал. Canonica d'Adda) је насеље у Италији у округу Бергамо, региону Ломбардија.
Према процени из 2011. у насељу је живело 4089 становника. Насеље се налази на надморској висини од 140 м.

## Становништво
| 1936. | 1951. | 1961. | 1971. | 1981. | 1991. | 2001. | 2011. |
| ----- | ----- | ----- | ----- | ----- | ----- | ----- | ----- |
| 2.268 | 2.625 | 2.992 | 3.261 | 3.498 | 3.613 | 3.685 | 4.207 |